# Fand Mons
Il Fand Mons è una struttura geologica della superficie di Venere.